# Stade de Maradi
Le stade régional de Maradi (en arabe : ملعب مارادي الإقليمي) est un stade de football situé à Maradi, au Niger.
Ce stade de 10 000 places accueille notamment les matches à domicile du Jangorzo FC. En 2019, il accueille des rencontres de la Coupe d'Afrique des nations des moins de 20 ans.